# 건 (GUN)
《건 (GUN)》은 대한민국의 여성 음악 그룹 나인뮤지스의 첫 번째 정규 음반 《PRIMA DONNA》의 타이틀 곡이다. 2013년 10월 14일에 발표하였다.

## 평가
| 전문가 평가 | 전문가 평가 |
| 평가 점수   | 평가 점수   |
| 출처        | 점수        |
| ----------- | ----------- |
| 이즘        | 2.5/별      |

이즘의 황선업은 "시작부터 흘러나오는 복고풍 기타사운드가 '모던 레트로 아메리칸 걸'이라는 콘셉트를 한층 부각시켜주며, 후렴구마다 기다렸다는 듯 등장하는 브라스 라인 또한 곡의 감칠맛을 배가시킨다. 다만 가사전달이 명확하지 못한 점이 마이너스 요인이다. '쭈삣 쭈삣', '옛다'와 같은 불필요한 어구들도 순간적으로 감정을 흩트린다.그래도 확실한 지향점이 잡힌 듯하다."며 별점 만점 5점 중 2.5점을 부여했다.

## 차트 성적
음원 부문에서  가온 디지털 차트 주간 16위, 월간 58위를 기록하였다.